# Campionato europeo femminile under 19 di pallavolo 2012
Il Campionato europeo femminile under 19 di pallavolo 2012 si è svolto dal 18 al 26 agosto 2012, ad Ankara, in Turchia. Al torneo hanno partecipato 12 squadre nazionali europee e la vittoria finale è andata per la prima volta alla Turchia.

## Qualificazioni
Hanno partecipato al campionato europeo juniores la nazionale del paese ospitante, le prime tre squadre classificate al campionato europeo juniores 2010 e otto squadre provenienti dai gironi di qualificazioni.

## Impianti
|                                                                             |                                                                              |
|                                                                             |                                                                              |
| Başkent Volleyball Hall Città: Ankara Capienza: 7.600 Anno d'apertura: 2010 | Ahmet Taner Kışlalı Sports Hall Città: Ankara Capienza: - Anno d'apertura: - |

## Gironi
Dopo la prima fase a gironi, le prime due classificate di ogni girone hanno acceduto alle semifinali per il primo posto, la terza e la quarta classificata di ogni girone hanno acceduto alle semifinali per il quinto posto.
| Girone A                                          | Girone B                                          |
| ------------------------------------------------- | ------------------------------------------------- |
| Belgio Francia Serbia Slovacchia Slovenia Turchia | Bulgaria Germania Italia Polonia Rep. Ceca Russia |

## Fase finale

### Finali 1º e 3º posto
|  | Semifinali | Semifinali | Semifinali |         |        | 1º/2º posto | 1º/2º posto | 1º/2º posto |  |
|  |            |            |            |         |        |             |             |             |  |
|  | Serbia     | Serbia     | 3          |         |        |             |             |             |  |
|  | Serbia     | Serbia     | 3          |         |        |             |             |             |  |
|  | Italia     | Italia     | 0          |         |        |             |             |             |  |
|  | Italia     | Italia     | 0          |         | Serbia | Serbia      | 0           |             |  |
|  |            |            |            |         | Serbia | Serbia      | 0           |             |  |
|  |            |            | Turchia    | Turchia | 3      |             |             |             |  |
|  | Russia     | Russia     | Turchia    | Turchia | 3      | 2           |             |             |  |
|  | Russia     | Russia     |            |         |        | 2           |             |             |  |
|  | Turchia    | Turchia    | 3          |         |        | 3º/4º posto | 3º/4º posto | 3º/4º posto |  |
|  | Turchia    | Turchia    | 3          |         |        |             |             |             |  |
|  |            |            |            |         |        |             |             |             |  |
|  |            |            |            |         |        | Italia      | Italia      | 3           |  |
|  |            |            |            |         |        | Italia      | Italia      | 3           |  |
|  |            |            |            |         |        | Russia      | Russia      | 0           |  |

### Finali 5º e 7º posto
|  | Semifinali | Semifinali | Semifinali |         |          | 5º/6º posto | 5º/6º posto | 5º/6º posto |  |
|  |            |            |            |         |          |             |             |             |  |
|  | Slovenia   | Slovenia   | 0          |         |          |             |             |             |  |
|  | Slovenia   | Slovenia   | 0          |         |          |             |             |             |  |
|  | Germania   | Germania   | 3          |         |          |             |             |             |  |
|  | Germania   | Germania   | 3          |         | Germania | Germania    | 3           |             |  |
|  |            |            |            |         | Germania | Germania    | 3           |             |  |
|  |            |            | Polonia    | Polonia | 1        |             |             |             |  |
|  | Belgio     | Belgio     | Polonia    | Polonia | 1        | 1           |             |             |  |
|  | Belgio     | Belgio     |            |         |          | 1           |             |             |  |
|  | Polonia    | Polonia    | 3          |         |          | 7º/8º posto | 7º/8º posto | 7º/8º posto |  |
|  | Polonia    | Polonia    | 3          |         |          |             |             |             |  |
|  |            |            |            |         |          |             |             |             |  |
|  |            |            |            |         |          | Slovenia    | Slovenia    | 3           |  |
|  |            |            |            |         |          | Slovenia    | Slovenia    | 3           |  |
|  |            |            |            |         |          | Belgio      | Belgio      | 0           |  |

## Podio

### Campione
Formazione: 1 Damla Çakıroğlu, 2 Çağla Akın, 3 Kübra Akman, 5 Şeyma Ercan, 6 Ceylan Arısan, 7 Ceyda Aktaş, 9 Aslı Kalaç, 10 Ece Hocaoğlu, 11 Kübra Kegan, 14 Ecem Alıcı, 16 Didem Marangoz, 18 Dilara Bağcı, CT: Gökhan Edman

### Secondo posto
Formazione: 1 Mina Popović, 2 Nada Mitrović, 3 Maja Simić, 7 Nadica Dragutinović, 8 Milica Kubura, 9 Jelena Trnić, 10 Nataša Čikiriz, 11 Katarina Čanak, 12 Bianka Buša, 13 Slađana Mirković, 14 Jelena Oluić, 17 Nikolina Lukić, CT: Ratko Pavličević

### Terzo posto
Formazione: 1 Elena Perinelli, 2 Giulia Carraro, 3 Eleonora Bruno, 4 Ilaria Spirito, 5 Ilaria Maruotti, 6 Martina Recine, 7 Alessia Fiesoli, 9 Francesca Villani, 10 Cristina Chirichella, 12 Laura Melandri, 13 Sara Bonifacio, 17 Myriam Sylla, CT: Marco Mencarelli

## Classifica finale
| Classifica | Squadre    | Qualificazione                    |
| ---------- | ---------- | --------------------------------- |
| Oro        | Turchia    | Campionato mondiale juniores 2013 |
| Argento    | Serbia     |                                   |
| Bronzo     | Italia     |                                   |
| 4          | Russia     |                                   |
| 5          | Germania   |                                   |
| 6          | Polonia    |                                   |
| 7          | Slovenia   |                                   |
| 8          | Belgio     |                                   |
| 9          | Slovacchia |                                   |
| 10         | Rep. Ceca  |                                   |
| 11         | Bulgaria   |                                   |
| 12         | Francia    |                                   |